# Walter Bullock
Walter Bullock (Shelburn, 6 maggio 1907 – Los Angeles, 1953) è stato un paroliere e sceneggiatore statunitense.
Ha ricevuto due volte la candidatura all'Oscar alla migliore canzone: nel 1937 per When Did You Leave Heaven (musica di Richard A. Whiting e testo di Walter Bullock) dal film Radiofollie e nel 1941 per Who Am I? (musica di Jule Styne e testo di Walter Bullock) dal film Hit Parade of 1941.

## Filmografia parziale
Sceneggiatore
- Banana split (The Gang's All Here) (1943)
- Dimmi addio (Repeat Performance) (1947)
- Fulmini a ciel sereno (Out of the Blue) (1947)
- Capitano Casanova (Adventures of Casanova) (1948)
- Un'avventura meravigliosa (Golden Girl) (1951)
- The Farmer Takes a Wife (1953)
- The I Don't Care Girl (1953)